# デイブ・ディバッシャー
デイヴィッド・アルバート・ディバッシャー (David Albert DeBusschere, 1940年10月16日 - 2003年5月14日) は、アメリカ合衆国・ミシガン州デトロイト出身の元プロバスケットボール選手。1960年代から70年代前半にかけてプロリーグNBAのデトロイト・ピストンズとニューヨーク・ニックスで活躍し、ニックスの1970年と1973年の優勝に大きく貢献。その卓越したディフェンスは"Big D"（DefenseとDeBusschere）と称された。2003年5月14日、心臓発作により62歳で亡くなった。
デトロイト・マーシー大学卒業後、1962年のNBAドラフトにて地域指名によりピストンズに入団。以後、1974年に引退するまでにNBAオールスターゲーム出場8回、オールNBA2ndチーム選出1回、オールディフェンシブ1stチーム選出6回を数え、ニックス所属時には2度のNBAファイナル制覇を果たした。1983年には殿堂入りし、NBA50周年記念オールタイムチームにも選ばれ、背番号「22」はニックスの永久欠番となっている。
歴代のNBA選手の中でも異色のキャリアを持つディバッシャーは、ピストンズ所属時の1962年から2年間、MLBのシカゴ・ホワイトソックスで投手としてプレーし、またやはりピストンズ所属時に選手兼コーチ、そしてリーグ史上最年少コーチとして3年間チームを率いた。

## 生い立ちとMLBキャリア

### 生い立ち
後に与えられる称号、"Big D"の「D」はデトロイト（Detroit）の意味も含んでいる。そのデトロイトで生まれ育ったデイヴィッド・アルバート・ディバッシャーは、バスケットボールと野球で地元のスターとなった。オースティン・カトリック高校ではバスケットボールチームを州チャンピオンシップに、野球チームではエース投手として市のチャンピオンシップに導き、また地域代表の投手として全米ジュニア選手権にも出場した。

### デトロイト・マーシー大学
ディバッシャーの元には様々な大学から勧誘が訪れたが、彼はそれらを全て断り、実家から通えるデトロイト・マーシー大学に進学した。バスケットボールでは1959-60シーズンに平均25.6得点20.0リバウンド、全3シーズンで通算1,985得点1,552リバウンド（平均24.8得点19.2リバウンド）を記録し、チームをNCAAトーナメントに1回、ナショナル・インヴィテーション・トーナメントに2回導き、1962年にはオールアメリカに選ばれた。投手としても大学の野球チームを3回のNCAAトーナメントに導いている。
大学卒業と同時に、ディバッシャーにはバスケットボールと野球の選択を迫られたが、彼は過去の伝統に背いて大学卒業後もバスケットボールと野球の両立を目指した。そしてディバッシャーは1962年のNBAドラフトで地元デトロイトのNBAチーム、デトロイト・ピストンズから地域指名（1巡目指名権を放棄して地元出身の選手を指名できる制度）を受け、15,000ドルの契約にサイン。そしてMLBにはアマチュアFAとして、デトロイトがあるミシガン州とはミシガン湖挟んだ向かい側にある、イリノイ州シカゴのシカゴ・ホワイトソックスと、75,000ドルの契約を結んだ。

### MLBキャリア
ディバッシャーは1962年からの2年間、シカゴ・ホワイトソックスに所属。長身を活かした速球を武器に1962年は12試合に登板して18回を投げ、防御率は2.00だった。1963年は24試合に登板し、うち10試合は先発投手を務め、3勝4敗、防御率3.09の成績を残した。ディバッシャーのMLBキャリアで唯一の完投試合は、1963年8月13日の対クリーブランド・インディアンス戦であり、彼は6安打に抑え、3三振でインディアンスを完封した。打撃では1963年7月17日にヘニー・ダニエルズから彼のMLBキャリアで唯一の安打を打っている。その後マイナーリーグに降格したディバッシャーは、インディアナポリスのファームクラブの2年間で25勝9敗の成績を残し、以後はバスケットボールに集中した。
ディバッシャーはMLBとNBA（前身のBAAを含める）の両リーグでプレーした経験がある12人の選手の内の一人である。他はマーク・ヘンドリクソン、ダニー・エインジ、ジーン・コンリー、ロン・リード、ディック・グロート、スティーブ・ハミルトン、コットン・ナッシュ、フランク・バームホルツ、ディック・リケッツ、ハウィー・シュルツ、チャック・コナーズである。

## NBAキャリア

### デトロイト・ピストンズ

#### キャリア初期
ディバッシャーはプロバスケットボールでは幸先の良いスタートを切った。ルーキーイヤーの1962-63シーズンにディバッシャーは全80試合に出場、平均12.7得点8.7リバウンドを記録し、ジョン・ハブリチェック、ゼルモ・ビーティ、チェット・ウォーカー、テリー・ディッシンガーらと共にオールルーキーチームに選ばれた。ベイリー・ハウエル、ドン・オール、レイ・スコットを擁するデトロイト・ピストンズは34勝46敗の成績でNBAプレーオフに進出しているが、14年間のプレーオフ連続出場を続けてきたピストンズは、このシーズンを境に長い低迷期に入ってしまう。2年目の1963-64シーズン、ディバッシャーは足の骨折で15試合の出場に留まり、ピストンズは23勝57敗と大きく負け越した。

#### 最年少コーチ
1964-65シーズン、ディバッシャーは健康を取り戻したが、チームは開幕以後2勝9敗と大きく出遅れた。11月、ピストンズオーナーのフレッド・ツェルナーは思い切った行動に出た。それはヘッドコーチのチャールズ・ウォルフを解任し、選手のディバッシャーを抜擢するというものである。すでにベイリー・ハウエルとドン・オールはチームを去っており、ディバッシャーは新加入のテリー・ディッシンガーと共にチームの主力を担っていたが、彼は加えて選手兼コーチという重責を担う事になったのである。さらに、当時24歳のディバッシャーはリーグ最年少ヘッドコーチとなった。ディバッシャーのコーチ就任後は4勝1敗と成績は上向き、シーズン後半には2度の4連勝を達成したが、シーズン終盤に8連敗を喫し、最終成績は31勝49敗だった。選手としてのディバッシャーは平均16.7得点11.1リバウンド3.2アシストとダブル・ダブルの成績を残した。オーナーがディバッシャーにコーチの任を与えたのは、当時マイナーリーグでもプレーしていたディバッシャーをバスケットボールに集中させるためでもあると推測された。その思惑は成功したと言える。彼は1965年のオフシーズンにシカゴ・ホワイトソックスの招聘を拒否し、バスケットボールと野球の二重生活を終わらせ、NBAに集中することになった。
コーチとしてのディバッシャーは成功しなかった。最大の理由は人材の不足である。数少ない戦力、ディバッシャーとは同期で元新人王のディッシンガーは兵役のため2年間チームから離れてしまい、チーム内にめぼしい戦力はディバッシャーのみだった。コーチとして選手人事にも携わるディバッシャーは、戦力補強のために他チームのゼネラルマネージャーとトレードについて話すことがあったが、ピストンズから欲しい選手を尋ねたとき、返ってくる答えはいつも同じだった。「あなただ」。4年目、1965-66シーズンのディバッシャーは平均16.4得点11.6リバウンドの成績を記録し、NBAオールスターゲームに初出場したが、チームは22勝58敗に沈んだ。1966-67シーズンには期待の新人デイブ・ビンが加入。ビンは新人王を受賞し、ディバッシャーはキャリアハイとなる平均18.2得点をあげるが、チームは低迷から抜け出せなかった。シーズン終盤、チームはディバッシャーをコーチの任から解き、後任のドニー・ブッチャーを当て、ディバッシャーはようやくコーチの重責から解放された。コーチングキャリアは3シーズン222試合で79勝143敗、勝率 .356だった。。Newsday紙には「コーチから解任されてホッとしたよ」と当時の心境を語っている。

#### コーチ解任後
コーチから解放されたディバッシャーは本人が「本来の姿に戻った私は、最高のシーズンを過ごした」と言うように、1967-68シーズンに平均17.9得点13.5リバウンドの好成績を記録。ハッピー・ハーストンも加入したピストンズは40勝42敗の成績を記録し、
5シーズンぶりにプレーオフに進出した（ボストン・セルティックスに2勝4敗で敗れる）。
かねてから弱小チームに埋もれる好選手、ディバッシャーを、多くのチームが欲しがっており、中でもニューヨーク・ニックスは執拗に彼の獲得を狙ったが、何度も持ちかけたトレードの交渉は、尽くピストンズに断られていた。ニックスの新任ヘッドコーチ、レッド・ホルツマンは著書、View from the Benchに「我々にとってディバッシャーは"聖杯"だった」と記している。しかし、ピストンズのヘッドコーチをポール・シーモアが引き継いでから状況は変わった。彼は新しい選手を欲しがっており、ピストンズが優秀な選手を獲得するにはディバッシャーを手放すほかなかった。そして1968-69シーズンが始まってから約2ヵ月後の12月、ついにピストンズは地元の英雄をニューヨークに送ることに同意。ニックスからピストンズへはウォルト・ベラミーとハワード・ケミーヴェスが送られた。ディバッシャーは幼少の頃から住み慣れたデトロイトを離れることになったが、彼はピストンズでのキャリアを「コーチとしては、いつも負けていて私は失望していた。選手として振り返ってみても、失敗の6年間だった」と語っており、トレードを喜んで受け入れた。

### ニューヨーク・ニックス

#### リーグ最高峰のディフェンダー
ニューヨーク・ニックスはウォルト・ベラミー、ディック・バーネット、ウィリス・リード、カジー・ラッセル、ウォルト・フレイジャー、ビル・ブラッドリーと後のニックスの黄金期を支える顔ぶれが少しずつ揃い始め、1950年代中盤から続いていた低迷期から抜け出しつつあった。そしてディバッシャーの加入がニックスに与えた影響は大きかった。好センターのウォルト・ベラミーはディバッシャーのトレードでデトロイトへ行ってしまったが、彼の放出でウィリス・リードはフォワードから本来のポジションであるセンターへとコンバートできた。また逞しい肉体と優れたリバウンドの才能を持つディバッシャーをパワーフォワードとして起用することで、機敏なシューターであるカジー・ラッセルやプロ2年目のフォワード、ビル・ブラッドリーを積極的に使うことが出来るようになった。
ディバッシャーは大都市ニューヨークでの成功を楽しんだ。彼は選手層の厚いニックスでもピストンズ時代と変わらない平均16.3得点11.7リバウンド
をあげ、またこのシーズンから新設されたオールディフェンシブチームの初代1stチームに選ばれた。かねてからリーグ屈指のディフェンダーと評価されていたディバッシャーだが、この選出によって彼のディフェンスの才能はリーグのお墨付きとなった。彼はこの年から引退する年まで、6年連続で1stチームに選ばれ続ける。ディバッシャーの加入にレッド・ホルツマンのヘッドコーチ着任により、ニックスは勝ち星を大きく伸ばし、54勝28敗の成績を記録。プレーオフ初戦ではアール・モンロー、ウェス・アンセルド擁する上位シードのボルチモア・ブレッツを4戦全勝で降したが、デビジョン決勝ではボストン・セルティックスに敗れている。

#### 1970年の優勝
1969-70シーズン、才能が揃ったニックスは全米からスポットライトを浴びた。それは彼らの本拠地が世界有数の大都市で、必然的にメディアの注目が集まるからでもあったが、しかし当時のニックスには無視できない素晴らしい個性が集まっていた。チームが誇るフロアリーダー、ウォルト・"クライド"・フレイジャーは人目を引くポイントガードであり、普段のファッションも派手だった。ローズ奨学生の"ダラー・ビル"・ビラッドリーは後に大統領候補にまで上り詰める男だが、彼は思慮深い選手であり、偉大なパサー、シューターだった。そしてチームの中心には勇敢な6フィート9インチ（約206cm）のウィリス・リードが居た。
フィジカルなディバッシャーは、正にニックスが頂点に立つための最後のピースだった。ディバッシャーはその気になれば毎晩20得点はあげられるスコアラーでもあったが、ニックスが彼に求めたのは、重要なリバウンドを確保することと、そして相手チームのエースをシャットダウンすることだった。ディバッシャーはチームの期待に応えた。彼は素晴らしいディフェンダーだった。彼は時に40分の出場で4～6得点ほどしかあげない時もあったが、ホルツマンはNewsdays紙にこう語っている。「人々は私に尋ねるんだ。どのようにして彼をあれほど長くプレーさせているのか？ってね。私はこう言っている。彼は私たちのためにとんでもないリバウンドをやってのけるし、彼は私たちのためにとんでもないディフェンスをやってくれる、とね」。またディバッシャーはピストンズ時代のコーチ経験を活かし、チームメートたちにエゴを捨てさせ、チームプレーに徹するよう促した。その効果は絶大で、賢く抜けめないチームに成長したニックスは、平均失点でリーグトップに立つタフなディフェンスを展開した。彼の獲得を熱望したホルツマンでさえも「私は彼を獲得するまで、彼がこれほど素晴らしい選手だとは理解していなかった」と語っている。当時アトランタ・ホークスのヘッドコーチのリッチー・ゲリンもホルツマンの意見に同意した。「デイブは私のこれまでのバスケットキャリアの中で見た、最も素晴らしいフォワード10人のうちの1人だ」。
ニックスは1969-70シーズンにフランチャイズ史上最高勝率となる60勝20敗を記録してリーグトップに立ち、またディバッシャーは平均14.6得点10.0リバウンドを記録した。ニックスはプレーオフも勝ち抜き、デビジョン決勝ではついにデビューを果たした大物新人ルー・アルシンダーのミルウォーキー・バックスを4勝1敗で降し、1953年以来のNBAファイナル進出を果たした。ファイナルで待っていたのはロサンゼルス・レイカーズだった。1969年はボストン・セルティックスを11回の優勝に導いた伝説的選手、ビル・ラッセルが引退した年であり、あらゆるチームがボストン王朝崩壊後の覇権を狙っていた。その中でも特にファイナル制覇に執念を燃やしていたのが、レイカーズだった。過去11年、ファイナルに7回進出しながら尽くセルティックスに敗れていたレイカーズは、エルジン・ベイラー、ジェリー・ウェスト、ウィルト・チェンバレンとチャンピオンリング獲得に飢えているベテランスターが揃っており、ホームコートアドバンテージを保持しているのはニックスだったが、ファイナルでの戦い方を熟知しているレイカーズの方がニックスよりも有利という見方が多かった。
しかしニックスはビッグスリー相手にも全く引けを取らず、両者は大接戦を演じた。ディバッシャーのプレーは随所で光った。1勝1敗で迎えた第3戦ではディバッシャーのジャンプシュートがよく決まり、オーバータイムの末にニックスを111-108の勝利に導いた。2勝2敗で迎えた第5戦では、218cmのチェンバレンを198cmのディバッシャーがマッチアップし、ディバッシャーはこのNBA史を代表する巨人を僅か4点に抑えた。後にディバッシャーは「第5戦は今までプレーした中で最も素晴らしい試合の一つだった」と誇りをもって語っている。そしてマディソン・スクエア・ガーデンの伝説となった第7戦。シリーズ中に足に大怪我を負ったウィリス・リードは、第7戦の出場が絶望視されており、リードを欠いて第7戦を戦わなければならないニックスは敗色濃厚となった。しかしリードは第7戦のコートに現れた。さらに試合ではニックス最初の得点を記録。リードがコートに立った時間は僅かなものだったが、彼の勇姿はレイカーズの度肝を抜き、そしてニックスの闘争心に火を点けた。実はディバッシャーはブラッドリーと共にリードに第7戦も出場するよう掛け合った人物だったが、彼もまたリードの勇姿に煽られ、第7戦で18得点17リバウンドをあげた。113-99と完勝したニックスはシリーズ4勝目をあげ、創部24年目にして初の優勝を遂げた。
1970-71シーズン、ディバッシャーは例年通りの平均15.6得点11.1リバウンドをあげ、ニックスもカンファレンス1位となる52勝30敗をあげたが、プレーオフではカンファレンス決勝でボルチモア・ブレッツに3勝4敗の末に敗れた。翌1971-72シーズン、ニックスはそのブレッツからエースガードのアール・モンローを、さらに怪我から回復し切らないリードをサポートさせるために、サンフランシスコ・ウォリアーズからカジー・ラッセルとのトレードでジェリー・ルーカスを獲得するという大型補強を行った。ディバッシャーは多くのスター選手に囲まれることになったが、成績を落とすことなく平均15.4得点11.3リバウンドを記録した。ニックスはリードが長期欠場したため、補強の甲斐なく前年度を下回る48勝34敗だったが、プレーオフでは初戦でブレッツに対し前年の雪辱を果たすと、カンファレンス決勝ではビル・ラッセル引退後、ジョン・ハブリチェックやデイブ・コーウェンスらを中心に再建したボストン・セルティックスを破り、3年ぶりにファイナルに進出した。ファイナルでは再びレイカーズと相まみえたが、ニックスは故障者だらけで、ディバッシャーもまた怪我を負い、第3戦では6本のフィールドゴールを全て外し、以降の試合は欠場した。結局ニックスは1勝4敗でレイカーズに完敗し、2度目の優勝はならなかった。

#### 1973年の優勝
1972-73シーズン、ディバッシャーはエース級の選手が複数集うニックスにおいて、得点でチーム2位、リバウンドでチーム1位となる平均16.3得点10.2リバウンドの成績を記録。57勝25敗の成績を残したニックスはプレーオフ、カンファレンス決勝で68勝をあげたセルティックスと死闘を演じた末に、4勝3敗でセルティックスを破り、2年連続でファイナルに進出した。ファイナル進出を決めた第7戦では、この年のシーズンMVPであるデイブ・コーウェンスに対するディバッシャーのディフェンスが光った。
ファイナルでは、ロサンゼルス・レイカーズと三度の対決となった。4月29日にようやくセルティックスとの死闘に決着がついたニックスは、僅か2日後の3月1日にロサンゼルスに飛ばなければならず、疲労困憊のニックスは第1戦を112-115で敗れた。しかしここからニックスが反撃を開始、第2戦ではニックスの持ち味である強力なディフェンスで99-95でニックスが勝利。第3戦もロースコアの展開に持ち込んで、87-83で2連勝を飾る。第4戦ではディバッシャーのショットが面白いように決まり、前半だけでフィールドゴール15本中11本を成功させた。試合は接戦だったが、終盤でもディバッシャーが貴重なフリースローを決め、ニックスが103-98で勝利。初戦の敗北から転じて一気に優勝に王手を掛けた。第5戦でのディバッシャーは膝の捻挫のために第4ピリオードには出場できなかったものの、3連勝で勢いづくニックスをレイカーズは止められず、102-93で勝利したニックスが3年ぶり2度目の優勝を遂げた。

#### 引退
33歳となった1973-74シーズンもディバッシャーは素晴らしく、得点ではニックス移籍後最高となる平均18.1得点10.7リバウンドをあげ、オールスターには5年連続、オールディフェンシブ1stチームには6年連続で選ばれるなど、一流選手として活躍していたが、しかし彼はこの年を限りに現役から引退。12年間のNBAキャリアに幕を閉じた。

### 引退後
選手兼コーチ経験もあるディバッシャーだったが、引退後はコーチへの道は歩まなかった。しかし彼のリーダーシップと思慮深さはプロバスケットボールの世界において、彼を様々な重要ポストに就けた。最初はプロチームの球団副社長というポストだった。ただし、そのチームはNBAのライバルリーグであるABAであり、そしてよりにもよってニックスと同じニューヨークに本拠地を置くニューヨーク・ネッツだった。この事は、彼の背番号「22」がニックスの永久欠番になることを遅らせたと言われている。1974年から約1年間、ゼネラルマネージャーとしてネッツの経営に関わったディバッシャーは、その後ABAのコミッショナーに就任し、すでに経営が破綻しかけていたABAを、NBAと合併させることに成功した。
1982年にはニックスに球団副社長として戻った。ニックス球団副社長時代のディバッシャーの最も有名な仕事は、1985年のNBAドラフトでの一幕である。彼はこの年から始まったドラフトロッタリー（抽選）で、見事にドラフト1位指名権を引き当てた。その瞬間、力強くガッツポーズし、大きく息を吐くディバッシャーの姿はテレビ中継を通じて広くバスケットファンに伝えられた。ニックスはこの1位指名権でパトリック・ユーイングを獲得した。彼はこの職に1986年まで留まった。その後、1969-70シーズン、つまりチャンピオンシーズンのニックスの様子を綴った著書、"The Open Man"を出版した。

#### 死去
2003年5月14日、マンハッタン通りで突如の心臓発作に襲われたディバッシャーは、運ばれたNYUダウンタウン病院で死亡した。62歳だった。

## 選手像とその業績
ディバッシャーは頑強な肉体と高い分析力、冷静な思考力、献身的精神によって、あらゆる選手を苦しめたNBAを代表する名ディファンダーであり、ジェリー・ウェストやウィルト・チェンバレン、デイブ・コーウェンスらといった当時を代表する名だたる名選手らの前にディバッシャーが立ちはだかっては、彼らのチャンピオンリング獲得の夢を打ち砕いてきた。ニューヨーク・ニックスの2度の優勝には、ディバッシャーの貢献が不可欠であり、彼のプレースタイル、すなわちタフなディフェンスがそのままニックスのチームカラーとなった。マディソン・スクエア・ガーデンには毎晩のようにディフェンス・コールが鳴り響いたものである。
その偉大なディフェンスの才能の陰に隠れがちだが、ディバッシャーはオフェンスにも優れていた。彼はボールハンドリングも優秀であり、決定力は決して高くはなかったものの外角からのジャンプシュートも打つことができたことから、ディバッシャーはガードとしてもプレーすることができた。またリバウンドの才能を活かしてゴール下に飛び込んでは、オフェンスリバウンドからのタップを積極的に狙った。しかし同僚のビル・ブラッドリーが「我々が興味があったのは個々の成功よりも"我々"の成功だった」と語るように、ディバッシャーは個人の成績には執着せず、ディバッシャー本人が「バスケットボールにおいて、個人スタッツなど意味をもたない」と語るように、彼は個人成績を犠牲にしてでもチームへの献身を惜しまない選手だった。その労働観はブルーカラーの代表として高い評価を受け、選手時代の同僚であるフィル・ジャクソンも「たとえ彼が怪我を抱えながらのプレーを強いられても、私は彼から不平を聞いたことは一度もない」と証言している。
またディバッシャーはファンからは親近感のある選手として愛された。彼は派手なフレイジャーやブラッドリーらとは対照的な、"Regular guy（いい奴）"であり、ホルツマンの証言によれば「試合後にロッカールームでビールを飲むような遠慮のない一般労働者」のような人物だった。

## NBA個人成績

### レギュラーシーズン
| シーズン     | チーム       | GP  | GS | MPG  | FG%  | 3P% | FT%  | RPG  | APG | SPG | BPG | PPG  |
| ------------ | ------------ | --- | -- | ---- | ---- | --- | ---- | ---- | --- | --- | --- | ---- |
| 1962–63      | DET          | 80  | —  | 29.4 | .430 | —   | .718 | 8.7  | 2.6 | —   | —   | 12.7 |
| 1963–64      | DET          | 15  | —  | 20.3 | .391 | —   | .581 | 7.0  | 1.5 | —   | —   | 8.6  |
| 1964–65      | DET          | 79  | —  | 35.1 | .425 | —   | .700 | 11.1 | 3.2 | —   | —   | 16.7 |
| 1965–66      | DET          | 79  | —  | 34.1 | .408 | —   | .659 | 11.6 | 2.6 | —   | —   | 16.4 |
| 1966–67      | DET          | 78  | —  | 37.1 | .415 | —   | .705 | 11.8 | 2.8 | —   | —   | 18.2 |
| 1967–68      | DET          | 80  | —  | 39.1 | .442 | —   | .664 | 13.5 | 2.3 | —   | —   | 17.9 |
| 1968–69      | DET          | 29  | —  | 37.7 | .447 | —   | .723 | 12.2 | 2.2 | —   | —   | 16.3 |
| 1968–69      | NYK          | 47  | —  | 39.4 | .442 | —   | .682 | 11.4 | 2.7 | —   | —   | 16.4 |
| 1969–70      | NYK          | 79  | —  | 33.3 | .451 | —   | .688 | 10.0 | 2.5 | —   | —   | 14.6 |
| 1970–71      | NYK          | 81  | —  | 35.7 | .421 | —   | .696 | 11.1 | 2.7 | —   | —   | 15.6 |
| 1971–72      | NYK          | 80  | —  | 38.4 | .427 | —   | .728 | 11.3 | 3.6 | —   | —   | 15.4 |
| 1972–73      | NYK          | 77  | —  | 36.7 | .435 | —   | .746 | 10.2 | 3.4 | —   | —   | 16.3 |
| 1973–74      | NYK          | 71  | —  | 38.0 | .461 | —   | .756 | 10.7 | 3.6 | .9  | .5  | 18.1 |
| 通算         | 通算         | 875 | —  | 35.7 | .432 | —   | .699 | 11.0 | 2.9 | .9  | .5  | 16.1 |
| オールスター | オールスター | 8   | 1  | 20.9 | .457 | —   | .750 | 6.4  | 1.4 | .1  | .0  | 9.6  |

### プレーオフ
| シーズン | チーム | GP | GS | MPG  | FG%  | 3P% | FT%  | RPG  | APG | SPG | BPG | PPG  |
| -------- | ------ | -- | -- | ---- | ---- | --- | ---- | ---- | --- | --- | --- | ---- |
| 1963     | DET    | 4  | —  | 39.8 | .424 | —   | .682 | 15.8 | 1.5 | —   | —   | 20.0 |
| 1968     | DET    | 6  | —  | 43.8 | .425 | —   | .578 | 16.2 | 2.2 | —   | —   | 19.3 |
| 1969     | NYK    | 10 | —  | 41.9 | .351 | —   | .820 | 14.8 | 3.3 | —   | —   | 16.3 |
| 1970     | NYK    | 19 | —  | 36.9 | .421 | —   | .662 | 11.6 | 2.4 | —   | —   | 16.1 |
| 1971     | NYK    | 12 | —  | 40.7 | .416 | —   | .659 | 13.0 | 1.8 | —   | —   | 16.4 |
| 1972     | NYK    | 16 | —  | 38.5 | .450 | —   | .750 | 12.1 | 2.3 | —   | —   | 16.6 |
| 1973     | NYK    | 17 | —  | 37.1 | .442 | —   | .775 | 10.5 | 3.4 | —   | —   | 15.6 |
| 1974     | NYK    | 12 | —  | 33.7 | .380 | —   | .621 | 8.3  | 3.2 | .6  | .3  | 12.0 |
| 通算     | 通算   | 96 | —  | 38.4 | .416 | —   | .698 | 12.0 | 2.6 | .6  | .3  | 16.0 |

### NBA通算成績
得点、リバウンド、アシストの成績は下記の通りである。
|              | レギュラーシーズン (12シーズン) | レギュラーシーズン (12シーズン) | レギュラーシーズン (12シーズン) | プレーオフ (8シーズン) | プレーオフ (8シーズン) |
| ------------ | ------------------------------- | ------------------------------- | ------------------------------- | ---------------------- | ---------------------- |
| 875試合総計  | ゲーム平均                      | 40分平均                        | 96試合総計                      | ゲーム平均             |                        |
| ポイント数   | 14,053                          | 16.1                            | 18.0                            | 1,536                  | 16.0                   |
| リバウンド数 | 9,618                           | 11.0                            | 12.3                            | 1,155                  | 12.0                   |
| アシスト数   | 2,497                           | 2.9                             | 3.2                             | 253                    | 2.6                    |

コーチングキャリアは3シーズンで79勝143敗（勝率0.356）である。

### NBAにおける記録
- NBAオールスターゲーム出場：8回 (1966 - 1968, 1970 - 1974年)
- オールルーキー1stチーム選出：1963年
- オールNBAセカンドチーム選出：1回 (1969年)
- オールディフェンス1stチーム選出：6回 (1969 - 1974年)
- NBAファイナル制覇：2回 (1970, 1973年)
- バスケットボール殿堂：1983年
- NBA50周年記念オールタイムチーム：1996年
- 背番号「22」はニューヨーク・ニックスの永久欠番

## 詳細情報

### MLB年度別投手成績
| 年 度     | 球 団     | 登 板 | 先 発 | 完 投 | 完 封 | 無 四 球 | 勝 利 | 敗 戦 | セ 丨 ブ | ホ 丨 ル ド | 勝 率 | 打 者 | 投 球 回 | 被 安 打 | 被 本 塁 打 | 与 四 球 | 敬 遠 | 与 死 球 | 奪 三 振 | 暴 投 | ボ 丨 ク | 失 点 | 自 責 点 | 防 御 率 | W H I P |
| --------- | --------- | ----- | ----- | ----- | ----- | -------- | ----- | ----- | -------- | ----------- | ----- | ----- | -------- | -------- | ----------- | -------- | ----- | -------- | -------- | ----- | -------- | ----- | -------- | -------- | ------- |
| 1962      | CWS       | 12    | 0     | 0     | 0     | 0        | 0     | 0     | 0        | --          | ----  | 82    | 18.0     | 5        | 1           | 23       | 1     | 1        | 8        | 2     | 0        | 7     | 4        | 2.00     | 1.56    |
| 1963      | CWS       | 24    | 10    | 1     | 1     | 0        | 3     | 4     | 0        | --          | .429  | 365   | 84.1     | 80       | 9           | 34       | 1     | 4        | 53       | 6     | 0        | 35    | 29       | 3.09     | 1.35    |
| 通算：2年 | 通算：2年 | 36    | 10    | 1     | 1     | 0        | 3     | 4     | 0        | --          | .429  | 447   | 102.1    | 85       | 10          | 57       | 2     | 5        | 61       | 8     | 0        | 42    | 33       | 2.90     | 1.39    |